# Misanthropy Records
Misanthropy Records war eine Plattenfirma mit Sitz in Suffolk, England, die 1993 gegründet wurde, um die Alben von Burzum zu veröffentlichen. 1995 kamen andere Bands hinzu, bis sich das Label nach 21 Veröffentlichungen auflöste.

## Geschichte
Nach der Inhaftierung von Varg Vikernes traute sich keine Plattenfirma, die Alben seines Projekts Burzum zu veröffentlichen. Nach mehreren erfolglosen Versuchen, die Alben aus dem Gefängnis heraus zu veröffentlichen, übernahm Tiziana „Diamanda“ Stupia (die später heidnische Priesterin wurde) diese Aufgabe. Zu diesem Zweck gründete sie das Label Misanthropy Records. Nach der Veröffentlichung des Zweit- und Drittwerks Det som engang var (1993) und Hvis lyset tar oss (1994) erschien 1995 Burzum/Aske, das die meisten Titel des Debütalbums Burzum zusammen mit denen der Aske-EP, die beide vorher von Deathlike Silence Productions veröffentlicht worden waren, enthielt.
1995 öffnete sich das Label auch weiteren Bands. Es erschien als vierte Veröffentlichung das Debütalbum HEart of the Ages von In the Woods…. Weitere Bands waren Fleurety, Monumentum und Ved Buens Ende. 1996 erschien Filosofem, die letzte Black-Metal-Veröffentlichung von Vikernes, bevor dieser sich mit Dauði Baldrs (1997) und Hliðskjálf (1999) dem Ambient zuwandte. 1997 entwickelte sich die Veröffentlichung der EP Wolf’s Lair Abyss zu einem Skandal, da die Band Mayhem auf dem Label des Mörders ihres ehemaligen Bandleaders und Gitarristen Øystein „Euronymous“ Aarseth unterschrieben hatte.
Mit New Dark Age von Solstice erschien 1998 die erste Doom-Metal-Veröffentlichung des Labels, die Nummer 15 wurde ein Label-Sampler mit dem Titel Presumed Guilty. Als letzte Veröffentlichung erschien 1999 das Hliðskjálf-Album von Burzum.
Im Verlaufe der Labeltätigkeit wurden die Unterlabels Elfenblut, Ancient Lore Creations und Heroine gegründet, die andere musikalische Genres bedienten. Elfenblut veröffentlichte vor allem Bands, die Post-Industrial und Neoklassik spielten, wie die Band Blood Axis von Michael Moynihan und Hagalaz’ Runedance. Auf Ancient Lore Creations erschienen ausschließlich Aspera hiems symfonia von Arcturus und Those Who Caress the Pale von Ved Buens Ende. Unter Heroine wurden lediglich das Album Cold Heaven und die MCD Deggael der finnischen Death-Rock-Band Babylon Whores veröffentlicht.
Nach einem Burnout löste Tiziana Stupia das Label im Jahr 2000 auf. Seitdem arbeitet sie als Autorin, Übersetzerin und Yoga-Referentin.

## Veröffentlichungen

### Misanthropy
| - Burzum: Det som engang var (1993) - Burzum: Hvis lyset tar oss (1994) - Burzum: Burzum/Aske (1995) - In the Woods…: HEart of the Ages (1995) - Fleurety: Min Tid Skal Komme (1995) - Ved Buens Ende: Written in Waters (1995) - Monumentum: In Absentia Christi (1995) - Burzum: Filosofem (1996) - Burzum: Dunkelheit (VHS, 1996) - Katatonia/Primordial: Scarlet Heavens / To Enter Pagan MCMXCVI (Split-10’’, 1996) - In the Woods…: White Rabbit (Single, 1996) - In the Woods…: Omnio (1997) - Mayhem: Wolf’s Lair Abyss (MCD, 1997) | - Burzum: Dauði Baldrs (1997) - Arcturus: La Masquerade Infernale (1997) - Beyond Dawn: Revelry (1998) - Primordial: A Journey’s End (1998) - Label-Sampler: Presumed Guilty (1998) - Solstice: New Dark Age (1998) - In the Woods…: Strange in Stereo (1998) - Mayhem: Ancient Skin (Single, 1998) - In the Woods…: Let There Be More Light (Single, 1998) - Madder Mortem: Mercury (1999) - Burzum: Hliðskjálf (1999) |

### Elfenblut
- Amber Asylum: Frozen in Amber (1996)
- Tiermes: Tiermes (1997)
- Hagalaz’ Runedance: When the Trees Were Silenced (Single, 1997)
- December: River of Blood (Single, 1996)
- Endvra: Great God Pan (1997)
- Aphrodisiac: Nonsense Chamber (1997)
- Blood Axis: The Gospel of Inhumanity (Wiederveröffentlichung, 1998)
- Hagalaz’ Runedance: The Winds That Sang of Midgard’s Fate (1998)
- Ain Soph: Ain Soph (1999)
- Dream into Dust: The World We Have Lost (1999)

### Ancient Lore Creations
- Ved Buens Ende: Those Who Caress the Pale (Demo, 1994)
- Arcturus: Aspera hiems symfonia (1996)

### Heroine
- Babylon Whores: Cold Heaven (1997)
- Babylon Whores: Deggael (Maxi, 1997)